# Elmer Holt
William Elmer Holt (* 14. Oktober 1884 in Savannah, Andrew County, Missouri; † 1. März 1945 in Helena, Montana) war ein US-amerikanischer Politiker und von 1935 bis 1937 der zehnte Gouverneur des Bundesstaates Montana.

## Frühe Jahre
Bereits im Jahr 1886 zog Elmer Holt mit seiner Familie nach Montana, wo sie sich auf einer Ranch in der Nähe von Miles City niederließen. Der junge Holt besuchte dort die örtlichen Schulen. Dann studierte er bis 1902 an der University of Nebraska. Danach war er im Immobiliengeschäft tätig.

## Politische Laufbahn
Im Jahr 1912 wurde Holt für eine Legislaturperiode in das Repräsentantenhaus von Montana gewählt. Erst 20 Jahre später kehrte er wieder mit seiner Wahl in den Staatssenat in die Politik zurück. Dort verblieb er von 1933 bis 1935 und brachte es schließlich zum Präsidenten dieser Kammer. Im Dezember 1935 fiel ihm durch diese Position das Amt des Gouverneurs zu. Hintergrund war der Rücktritt des 1932 wiedergewählten Gouverneurs John Edward Erickson im März 1933. Zu diesem Zeitpunkt übernahm Vizegouverneur Frank Henry Cooney dessen Amtsgeschäfte. Als dieser am 15. Dezember 1935 verstarb, musste laut Verfassung der Senatspräsident die restliche Amtszeit des Gouverneurs beenden. Holts Amtszeit dauerte nur knapp 13 Monate und endete am 4. Januar 1937. Im Jahr 1936 bewarb er sich erfolglos um eine eigene Kandidatur für dieses Amt. In seiner Zeit erholte sich der Staat allmählich von der Weltwirtschaftskrise. Außer einigen Änderungen in der Gesetzgebung hinsichtlich des Alkoholkonsums hat Holt in seiner Amtszeit als Gouverneur keine politischen Akzente setzen können.

## Weiterer Lebenslauf
Nach dem Ende seiner Gouverneurszeit zog sich Holt aus der Politik zurück. Er verlegte seinen Wohnsitz nach Seattle, wo er zeitweise für eine Eisenbahngesellschaft arbeitete. Elmer Holt starb am 1. März 1945. Er war mit Lora Howe verheiratet, mit der er zwei Kinder hatte.